# Motins em Mogadíscio em julho de 1989
Os motins de Mogadíscio de julho de 1989 (em somali: Jimcaha Madoow, lit. 'Sexta-feira Negra') foram uma série de eventos violentos que ocorreram na capital da Somália em 14 e 15 de julho de 1989. Um acontecimento significativo na história moderna da Somália, o motim e os assassinatos que se seguiram foram a primeira violência séria que Mogadíscio presenciou e preludiam a iminente Guerra Civil Somali. Foi desencadeado pelo assassinato do bispo católico romano de Mogadíscio Salvatore Colombo e a subsequente prisão de vários líderes religiosos muçulmanos pelo regime de Barre.
De acordo com grupos de direitos humanos e fontes independentes, a violência, que foi realizada predominantemente por forças governamentais, resultou em aproximadamente 400 mortos e mais de 1.000 feridos. O governo somali, no entanto, negou esses relatos e afirmou que apenas 23 pessoas morreram e 59 ficaram feridas. Após os tumultos, cerca de 2.000 pessoas foram presas e 46 homens do clã Isaaq foram sumariamente executados pelos militares fora de Mogadíscio em um evento agora conhecido como Massacre da Praia de Jazeera.
A explosão da violência na capital levou à condenação internacional do regime de Barre, à retirada do apoio estrangeiro e inflamou sentimentos antigovernamentais.

## Assassinato do Arcebispo Colombo e prisão de xeiques
Pietro Salvatore Colombo era um católico italiano que servia como Bispo de Mogadíscio e vivia na Somália desde 1948. Colombo era bem visto tanto pela comunidade católica quanto pela população muçulmana somali. Ele estava intimamente ligado a muitos dos imãs da cidade e era altamente respeitado por seus esforços para distribuir ajuda alimentar aos necessitados.
Em 9 de julho de 1989, foi assassinado em Mogadíscio por um atirador. Embora a identidade do assassino nunca tenha sido determinada, o regime de Siad Barre imediatamente colocaria a culpa nos fundamentalistas islâmicos. Após o assassinato, o presidente Barre anunciaria uma recompensa de cinco milhões de xelins somalianos pela prisão do assassino. As alegações do regime foram amplamente questionadas por grupos cristãos, organizações de direitos humanos e cidadãos somalis na época. Havia uma suspeita generalizada de que o Arcebispo Colombo tinha de fato sido assassinado pelas forças governamentais, visto que era um crítico ferrenho do regime. O governo somali afirmou que o arcebispo Colombo foi morto por um homem armado solitário. A Agence France-Presse relatou que outras fontes afirmaram que o assassinato foi um ataque profissional realizado com uma rajada de tiros de metralhadora de um Land Cruiser.
Vários dias depois, no Eid al-Adha, em 13 de julho de 1989, quatro líderes religiosos proeminentes (Xeique Ali Ibrahim, Xeique Ali Yusuf, Xeique Abdurrahman Ali Suufi e Xeique Ahmed Gabeyre) foram presos pelo governo junto com outros 18 homens. Acredita-se que esta ação tenha sido um grande catalisador para a violência que irrompeu na cidade em 14 de julho. A decisão de deter os xeiques gerou indignação entre a comunidade muçulmana e  considera-se que tenha contribuído para a escalada da violência que se seguiu.
O incidente teria sido orquestrado pelo filho do presidente Siad Barre, o general Maslah Mohammed Barre.

## Motim de Mogadíscio

### Tiroteio na Mesquita Sheikh Ali Suufi
No dia seguinte às prisões, durante as orações de sexta-feira na mesquita Sheikh Ali Suufi no distrito de Hodan, um imã chamado Abdirashid Ali Suufi fez um sermão condenando o regime. Em resposta, as tropas do governo cercaram a mesquita no meio do discurso. Ao terminarem as suas orações, por volta das 13h00, as pessoas começaram a sair da mesquita e avistaram um grande cordão de forças armadas governamentais. Alguns na multidão começaram a gritar "Allahu Akbar" (Deus é grande) enquanto caminhavam pela rua Maka al-Mukarama. Pedras foram atiradas nas forças de segurança e estas responderam com intensos tiros de metralhadora na multidão. Embora, de acordo com algumas fontes, as tropas tenham chegado para prender o imã e tenham aberto fogo quando os membros da congregação resistiram. O embaixador somali no Reino Unido, Ahmed Jama Abdallah, alegou que o incidente começou com uma manifestação pacífica na mesquita que então se intensificou quando muitos outros cidadãos começaram a se juntar à multidão e atirar pedras. Ele afirmou ainda que o incidente evoluiu em derramamento de sangue porque elementos associados a "certos movimentos políticos" tornaram a manifestação violenta, mas observou que de forma alguma os agitadores estavam relacionados ao extremismo islâmico.
A mesquita foi fortemente danificada pelas forças governamentais.

### Inicia-se o motim
As notícias do tiroteio na mesquita Sheikh Ali Suufi levariam a tumultos em toda Mogadíscio. Após horas de combates, estes seriam finalmente reprimidos pelo governo ao custo de centenas de vítimas civis. Numa tentativa de travar a escalada da violência, foi imposto um toque de recolher na capital às 17h00 e as tropas dispararam imediatamente contra aqueles que o violaram, matando muitos. Como resultado, os confrontos entre cidadãos e tropas governamentais intensificaram-se ainda mais. O motim foi o pior distúrbio que Mogadíscio experimentou e foi um precursor dos principais combates que ocorreram em 1991. A Agence France-Presse relataria que testemunhas viram duas crianças sendo essencialmente decapitadas por tiros de metralhadora das forças militares. Foi relatado ainda que o toque de recolher foi usado pelas forças do governo para remover os corpos dos mortos durante a violência principal. Quando parentes dos falecidos tentaram recolher e recuperar os corpos, os Boinas Vermelhas os executaram sumariamente.

### Ataques e detenções governamentais
Testemunhas afirmaram que os soldados revistaram casas por toda a cidade durante a noite dos tumultos, detendo homens, cometendo estupros e pilhagem. Quase 2.000 pessoas foram detidas durante essas buscas. Tiros consistentes foram relatados durante toda a noite, tornando-se esporádicos apenas na tarde do dia seguinte. O presidente Siad Barre se dirigiria à nação no rádio sobre a violência naquela mesma tarde:
"Em nome de Deus, o compassivo e misericordioso: Camaradas, ontem houve um problema. Algumas pessoas morreram em tumultos. Rezamos para que suas almas descansem em paz e para que seus parentes sejam pacientes. Esperamos que, uma vez que os eventos foram confinados a uma pequena área, não haja mais problemas. Enquanto isso, o povo somali deve permanecer vigilante e não se deixar preocupar por tais ruídos insignificantes... Fique fora deste problema de uma maneira pura, estável, patriótica e islâmica. Os oficiais das Forças Armadas e das forças de segurança devem se proteger contra danos aos inocentes. Repito: todos os culpados devem ser levados ao tribunal e as pessoas inocentes deixadas em paz. Espero que tudo esteja como deveria e que a situação se acalme."

## Massacre da Praia de Jazeera
O Massacre da Praia de Jazeera foi uma execução em massa que ocorreu em 15 de julho de 1989, um dia após a violência principal. De acordo com relatos de testemunhas oculares, tropas do governo conhecidas como Boinas Vermelhas cercaram aproximadamente 48 homens Isaaq aleatoriamente e os levaram em caminhões para a Praia de Jazeera, localizada 20 milhas ao sul de Mogadíscio. Os Boinas Vermelhas ordenaram que os prisioneiros algemados entrassem em um desfiladeiro arenoso e atiraram à queima-roupa neles. Um jovem Isaaq que sobreviveu às execuções fingindo estar morto e depois fugindo para o vizinho Djibuti foi o único sobrevivente. O massacre foi um evento altamente divulgado e controverso que alimentou ainda mais as tensões na Somália e contribuiu para o início da Guerra Civil Somali.

## Vítimas
A Africa Watch, uma organização de direitos humanos, informou que aproximadamente 400 pessoas foram mortas e mais de 1.000 ficaram feridas durante os acontecimentos, mas muitos hesitaram em procurar tratamento médico devido ao receio de serem detidos. O governo afirmou que apenas 23 pessoas foram mortas e 59 ficaram feridas, atribuindo a violência aos "desordeiros" e rejeitou ainda relatos de cerca de 400 mortes como propaganda sensacionalista.
O Movimento Nacional Somali acusaria o governo de matar aproximadamente 1.500 e ferir mais de 2.500 na violência.

## Consequências
Em 24 de Julho de 1989, o Ministério da Informação anunciou publicamente na rádio que a situação em Mogadíscio tinha regressado ao normal. Após a erupção da violência, os italianos que viviam na Somália iniciaram um êxodo do país.

### Efeitos internacionais
Os massacres de julho tiveram consequências significativas para o regime de Barre e suas relações exteriores com os Estados Unidos, que anteriormente eram sua principal fonte de apoio financeiro e militar. Organizações de direitos humanos condenaram a violência e acusaram os Estados Unidos de cumplicidade. Em resposta, o governo Bush retirou seu pedido de mais de US$ 20 milhões em apoio econômico emergencial para o governo somali e começou a se distanciar do presidente Siad Barre. O tamanho da embaixada estadunidense na Somália também foi significativamente reduzido, passando de 189 para 85 funcionários.

### Repercussão e cumplicidade de Siad Barre
Ninguém no governo somali foi alguma vez processado em relação ao assassinato do Arcebispo Colombo, ou aos massacres de Mogadíscio ou da Praia de Jazeera. Acredita-se amplamente que os Boinas Vermelhas, uma unidade de cerca de 5.000 soldados liderada pelo filho do Presidente Siad Barre, foram responsáveis pela maioria dos assassinatos. Apesar disso, muitos analistas concordaram que era improvável que o próprio Presidente Barre tivesse ordenado diretamente os ataques e que a violência, em vez disso, destacou a falta de controle sobre suas forças militares.

### Intensificação da oposição ao regime
Os massacres de julho de 1989 desempenharam um papel significativo na inflamação da rebelião contra o governo somali. Em resposta aos assassinatos, um grupo de políticos civis, intelectuais, empresários e líderes religiosos representando uma grande coalizão de clãs somalis formaram o Conselho para Reconciliação e Salvação Nacional. O objetivo do conselho era introduzir reformas democráticas e pedir que Siad Barre renunciasse pacificamente ao poder, o estabelecimento de um governo interino composto por representantes de movimentos de oposição e um cronograma para eleições multipartidárias. Embora o conselho tenha recebido apoio de países como Egito e Itália, os esforços acabaram se mostrando malsucedidos devido à falta de disposição para negociar por parte do regime de Siad Barre.

## Nota
- Este artigo foi inicialmente traduzido, total ou parcialmente, do artigo da Wikipédia em inglês cujo título é «Mogadishu riots of July 1989».